# Sacco di Tessalonica (1185)
Il sacco di Tessalonica nel 1185 da parte dei Normanni del Regno di Sicilia fu uno dei peggiori disastri che colpirono l'Impero romano d'oriente nel XII secolo.

## Assedio
Davide Comneno, il governatore della città, non aveva fatto dei preparativi sufficienti per l'assedio e aveva persino proibito le sortite dei difensori per disturbare la costruzione delle opere d'assedio normanne. Le armate di soccorso bizantine non riuscirono a coordinare i loro sforzi e solo due forze, sotto Teodoro Cumno e Giovanni Maurozome, vennero effettivamente in aiuto della città. In ogni caso, i Normanni minarono le mura orientali della città, aprendo una breccia attraverso la quale riuscirono ad entrare in città, massacrando i difensori e saccheggiandola. La conquista degenerò rapidamente in un vero e proprio massacro degli abitanti della città, con il ritrovamento di circa 7000 cadaveri. L'assedio è ampiamente descritto dal metropolita della città, Eustazio di Tessalonica, che era presente in città durante e dopo l'assedio.

## Conseguenze
I Normanni occuparono Salonicco fino a metà novembre, quando, dopo la sconfitta nella battaglia di Demetritzes, la evacuarono. Arrivato sulla scia del massacro dei Latini a Costantinopoli da parte dell'usurpatore Andronico Comneno nel 1182, il massacro dei Tessalonicesi da parte dei Normanni aggravò la frattura tra i Latini e l'Oriente. Inoltre, portò direttamente alla deposizione e all'esecuzione dell'impopolare Andronico da parte dei latini e all'ascesa al trono di Isacco II Angelo.